# De Gouden Bodem
Waterschap De Gouden Bodem was een waterschap in de gemeente Wymbritseradeel in Friesland, Nederland. Het was een zelfstandig bestuursorgaan van 1919 tot 1964.
Het waterschap had tot taak het regelen van de waterstand in een gebied van 215 ha en het onderhouden van een vaart. Op voorstel van Gedeputeerde Staten en tegen de zin van bestuur en ingelanden werd het waterschap in 1964 opgeheven en gevoegd bij het waterschap De Wollegaast. Tegenwoordig valt het gebied onder beheer van Wetterskip Fryslân.